# Les Espions de l'aube
Pour plus de détails, voir Fiche technique et Distribution.
Les Espions de l'aube (懸崖之上, Xuan ya zhi shang) est un film chinois réalisé par Zhang Yimou, sorti en 2021.

## Synopsis
Dans les années 1930, quatre agents secrets du Parti communiste chinois partent pour une mission spéciale dans le Mandchoukouo.

## Fiche technique
- Titre : Les Espions de l'aube
- Titre original : 懸崖之上 (Xuan ya zhi shang)
- Titres anglais : Cliff Walkers, Impasse
- Réalisation : Zhang Yimou
- Scénario : Quan Yongxian, Zhang Yimou et Pan Yiran
- Musique : Jo Yeong-wook
- Photographie : Xiaoding Zhao
- Montage : Yongyi Li
- Production : Luca Liang et Liwei Pang
- Société de production : Emperor Motion Pictures, China Film, Shanghai Film Group et Huaxia Film Distribution
- Pays de production :  Chine et  Hong Kong
- Genre : Drame, espionnage, thriller et historique
- Durée : 120 minutes
- Dates de sortie : 
  - Chine : 30 avril 2021

## Distribution
- Yu Hewei : Zhou Yi
- Zhang Yi : Zhang Xianchen
- Qin Hailu : Wang Yu
- Liu Haocun : Xiao Lan
- Zhu Yawen : Chu Liang
- Li Naiwen : Lu Ming
- Ni Dahong : le chef de section Gao
- Yu Ailei : Jin Zhide
- Fei Fan : Xiao Meng
- Lei Jiayin : Xie Zirong
- Sha Yi : Lao Fang
- Wang Neixun : Xiao Zheng
- Chen Yongsheng : Wang Ziyang

## Distinctions
Le film a été nommé pour sept Coqs d'or et en a remporté trois : meilleur réalisateur, meilleur acteur pour Zhang Yi et meilleure photographie.